# Тошев, Андрей
Андрей Славов Тошев (болг. Андрей Славов Тошев; 16 апреля 1867, Стара-Загора, Османская империя — 10 января 1944, София) — болгарский дипломат, учёный и политик. Премьер-министр страны в 1935 году.

## Биография
Тошев изучал естественные науки в Женеве, а в 1891 году окончил университет в Брюсселе. Он преподавал в Солунской болгарской мужской гимназии, в Старе-Загоре, Варне и в военном училище в Софии. В 1900 году Тошев стал действительным членом Болгарского литературного общества (сегодня Болгарская академия наук).
Тошев был назначен на пост главы правительства царём Борисом III вскоре после военного переворота 1934 года. Он возглавил сугубо гражданский кабинет и фактически был марионеткой в руках царя. Его пребывание в должности было очень непродолжительным. На выборах в ноябре 1935 года победил Георгий Кёсеиванов.
Тошев также был послом Болгарии в Сербии (1909—1913) и в Константинополе (1913—1914).